# 12005 Delgiudice
12005 Delgiudice (tên chỉ định: 1996 KA3) là một tiểu hành tinh vành đai chính. Nó được phát hiện bởi Robert Weber ở Socorro, New Mexico, ngày 19 tháng 5 năm 1996. Nó được đặt theo tên for Maria del Giudice, wife of one of the discoverer's colleagues.